# Anli Pollicino
Anli Pollicino（アンリポリチーノ）は、日本のヴィジュアル系バンド。2009年結成。euclid agency所属。

## 概要
セッション時代からAnli Pollicinoという名前を使用しており、結成後もそのままAnli Pollicinoという名前を使用している。バンド名の由来は濁点で始まるバンド名が多いなか一番インパクトのない弱そうな音がパ行の「ポ」であった事、イタリア語を使用しているバンドがなかった事からイタリア人名の「ポリチーノ」を使用し、バンドを守る女神のような女性名の「アンリ」を頭に足して新しい音楽のブランド名のようにしたかったとShindyが語っている。
2006年、都内ライブハウス池袋CYBERにて行われたティーンズライブで出会った清淳とShindyがセッションプロジェクトを立ち上げ、メンバー探し、楽曲制作の地下活動を始める。
2008年8月より清淳を中心に、Shindy、琢磨、Yo-1が参加し都内を中心にセッションライブを重ねる。
2009年8月、サポートベース将寿の加入に伴いAnli Pollicino正式結成。同月、現事務所euclid agencyへの所属を発表。
2009年11月20日、池袋CYBERにて1st Mini Album「Fahrenheit 31」リリース記念初ワンマンライブを行い、翌日21日、1st Mini Album「Fahrenheit 31」をリリース。
2010年5月より初の海外ワンマンツアー「Europe Tour 2010」7ヵ国19公演を行う。（フランス、ルーマニア、ドイツ、スイス、オランダ、ベルギー、スペイン）またフランスの有線放送「No life TV」リクエストランキングにて「Street smarts」55位、「Mr.0」80位を記録している。
2010年8月、euclid agencyを一時離脱、翌年10月よりeuclid agencyへ再所属した。
2012年6月より2度目の海外ワンマンツアー「Europe Tour 2012」9ヶ国21公演を行う。（ノルウェー、ロシア、ポーランド、ドイツ、フランス、スペイン、オーストリア、 チェコ、ルーマニア）
2012年7月7日、フランス・パリにて行われた「Japan Expo 2012」にてライブを行い数千人の観衆を沸かせた。
2012年8月15日、1st Full Album「TRANCEFORMER」をリリース。またこの年、琢磨(PV参加のみ)、将寿、清淳は同事務所所属アーティストHAKUEI(PENICILLIN/machine)のソロプロジェクト「ライチ☆光クラブ」にも参加している。
2013年3月より同事務所所属バンド「ギルド」のワンマンツアー2013「1/10000の無謀な願望」のオープニングアクトとして47都道府県を廻り、11月には初の東名阪ワンマンツアー（名古屋ell.FITSALL、大阪 LIVE SQUARE 2nd LINE、原宿アストロホール）を行い全会場SOLD OUTを記録。2013年のワンマンライブ全てをSOLD OUTしている。
2014年1月1日、1st Single「Angel Heart」をリリース。オリコンデイリーチャート初登場5位(12/30付)、オリコンウィークリーチャート初登場14位(1/13付)を獲得。
2014年1月25日の新宿BLAZEより8大都市ワンマンツアー「Electric Romance」、また同年7月12日の新宿BLAZEより全国22都市ワンマンツアーを行った。
2015年1月より、12星座をテーマに12カ月連続配信を行い、ドワンゴジェイピーランキングにて、12作連続1位を獲得。上半期、下半期それぞれにカヴァー曲を収録したアルバム「STARGAZER vol.1」、「STARGAZER vol.2」をリリース。
2015年、1月より12か月連続２マンシリーズ「Amazing Zwei」を開催。
2016年5月1日の17時に、前日4月30日をもってベース将寿が一身上の都合により脱退したことが、各メンバーのアメーバブログとAnli Pollicino公式サイトにて発表された。翌々日の5月3日のイベントライブには4人のみで出演。5月8日から開催されたワンマンツアーAnliMIX PolliDISCOも全日程ベースサポートを入れずに行われた。
8月17日、四人体制となり初のシングル「Alternative Mirage」をリリース。
2016年10月14日、VISUAL JAPAN SUMMITの1日目に出演。
翌年2017年より、ToshiとRyosukeをベースサポートに迎えた。この年のDeadly Dance Tourではベースサポートは全てToshiが務めたが、ツアーファイナルのみ長野典二が務めた。
2018年1月31日、未音源化2曲を含む、ファン投票により選曲されたベストアルバム「Perfect Package of Anli Pollicino」リリース
2018年6月12日、清淳が体調不良により暫くドラムが叩けない旨と脱退、及び年内をもってのAnli Pollicinoの活動終了が発表された。

## メンバー
- Shindy（シンディー、11月21日 - ）

ボーカル。
血液型はB型。
趣味：旅行、映画鑑賞。
- 琢磨（タクマ、12月23日 - ）

ギター。
血液型はAB型。
趣味：アニメ鑑賞、読書。
- Yo-1（ヨウイチ、10月22日 - ）

ギター、コーラス、DJ。
血液型はAB型。
趣味：読書、ドライブ。
- 清淳（キヨズミ、2月26日 - ）

ドラム。
血液型はO型。
趣味：一人旅、食べ歩き。

## ディスコグラフィー

### シングル
| No. | タイトル                         | 発売日        | 備考 | 規格品番                                |
| --- | -------------------------------- | ------------- | --- | --------------------------------------- |
| 01  | PRIDE                            | 2007年4月23日 | LIVE会場限定盤 |                                         |
| 02  | Labyrinth / Taste Me             | 2010年2月12日 | LIVE会場＆通販限定盤 ワンコインシングル。 ※生産終了 | EAZZ-0045                               |
| 03  | Snow Venus / SLUM JUMP           | 2010年3月7日  | LIVE会場＆通販限定盤 ワンコインシングル。 ※生産終了 | EAZZ-0046                               |
| 04  | Slave Machine / L'etoile filante | 2010年6月2日  | LIVE会場＆通販限定盤 ワンコインシングル。 ※生産終了 | EAZZ-0053                               |
| 05  | Rondo                            | 2011年6月8日  | Charlie's Factoryからリリース | CFCA-001                                |
| 06  | Devilish Eyes                    | 2011年8月17日 | Charlie's Factoryからリリース | CFCA-002                                |
| 07  | Game Of Love                     | 2011年11月2日 | Charlie's Factoryからリリース | CFCA-003                                |
| 08  | Angel Heart                      | 2014年1月1日  | 初回限定盤A[CD+DVD] 初回限定スペシャルプライス盤B[CD extra] 通常盤[CD extra] トレカサイズ おみくじ付ミュージックカード - オリコンシングルデイリーチャート初登場5位 - オリコンシングルウィークリーチャート初登場14位 | EAZZ-0113 EAZZ-0114 EAZZ-0115 EAZC-0003 |
| 09  | Alternative Mirage               | 2016年8月17日 | 初回プレス限定盤-Type A-[CD+エムカード] 初回プレス限定盤-Type B-[CD+エムカード] 初回プレス限定盤-Type O-[CD+エムカード] 初回プレス限定盤-Type AB-[CD+エムカード] - オリコンシングルウィークリーチャート初登場24位   | EAZZ-0164 EAZZ-0165 EAZZ-0166 EAZZ-0167 |

### アルバム
| No. | タイトル                          | 発売日         | 備考 | 規格品番                                | 最高位 |
| --- | --------------------------------- | -------------- | --- | --------------------------------------- | ------ |
| 01  | Fahrenheit 31                     | 2009年11月21日 | ミニアルバム |                                         | -      |
| 02  | TRANCEFORMER                      | 2012年8月15日  | 初のフルアルバム 初回限定盤 ボーナストラック2曲 『「S」adistic 「M」ania TRANCEFORMER MIX』 『Game Of Love (dragonfly remix)』 通常盤 ボーナストラック1曲 『You Spin Me Round (Like A Record) (dragonfly remix)』 | EAZZ-0093 EAZZ-0094                     | -      |
| 03  | ELECTRIC ROMANCE                  | 2014年3月26日  | 初回限定豪華盤A[CD＋2DVD] 初回限定盤B[CD＋DVD] 初回限定スペシャルプライス盤C[CDのみ] 通常盤[CD extra] | EAZZ-0120 EAZZ-0121 EAZZ-0122 EAZZ-0123 | 41位   |
| 04  | STARGAZER vol.1                   | 2015年7月7日   | 上半期ベストミニアルバム 初回限定盤[CD extra＋豪華ブックレット] 通常盤[CD＋DVD] | EAZZ-0144 EAZZ-0145                     | 23位   |
| 05  | STARGAZER vol.2                   | 2016年1月11日  | 下半期ベストミニアルバム 初回限定盤[CD extra＋豪華ブックレット] 通常盤[CD＋DVD] | EAZZ-0153 EAZZ-0154                     | 16位   |
| 06  | Perfect Package of Anli Pollicino | 2018年1月31日  | ベストアルバム 初回プレス限定盤 [CD+DVD] 通常盤 [CD] | EAZZ-0249 EAZZ-0250                     |        |

### 配信
| No. | タイトル                  | 配信日        | 備考 |
| --- | ------------------------- | ------------- | --- |
| 01  | 白百合ヴァネッサ          | 2015年1月5日  | 12星座をテーマに、12ヶ月連続配信（第1弾：山羊座をテーマにした楽曲）                                                                 |
| 02  | Lonely Glory Story        | 2015年2月2日  | 12星座をテーマに、12ヶ月連続配信（第2弾：水瓶座をテーマにした楽曲）                                                                 |
| 03  | 見返りZAKURA              | 2015年3月2日  | 12星座をテーマに、12ヶ月連続配信（第3弾：魚座をテーマにした楽曲）                                                                   |
| 04  | NONONON                   | 2015年4月6日  | 12星座をテーマに、12ヶ月連続配信（第4弾：牡羊座をテーマにした楽曲）                                                                 |
| 05  | 匣庭エクスタシー          | 2015年5月4日  | 12星座をテーマに、12ヶ月連続配信（第5弾：牡牛座をテーマにした楽曲）                                                                 |
| 06  | 62 -sixxxtwo-             | 2015年6月1日  | 12星座をテーマに、12ヶ月連続配信（第6弾：双子座をテーマにした楽曲）                                                                 |
| 07  | Crescent Moment           | 2015年7月6日  | 12星座をテーマに、12ヶ月連続配信（第7弾：蟹座をテーマにした楽曲）                                                                   |
| 08  | Le Soleil                 | 2015年8月3日  | 12星座をテーマに、12ヶ月連続配信（第8弾：獅子座をテーマにした楽曲）                                                                 |
| 09  | 純潔CRUSH                 | 2015年9月7日  | 12星座をテーマに、12ヶ月連続配信（第9弾：乙女座をテーマにした楽曲）                                                                 |
| 10  | Vanity Rose               | 2015年10月5日 | 12星座をテーマに、12ヶ月連続配信（第10弾：天秤座をテーマにした楽曲）                                                                |
| 11  | AMBIVALENT                | 2015年11月2日 | 12星座をテーマに、12ヶ月連続配信（第11弾：蠍座をテーマにした楽曲）                                                                  |
| 12  | Endless love, Empty heart | 2015年12月7日 | 12星座をテーマに、12ヶ月連続配信（第12弾：射手座をテーマにした楽曲） ドワンゴジェイピー デイリーランキングにて、12ヶ月連続1位を獲得 |